# Podgorje (Pozsegaszentpéter)
Podgorje (1910-től 1981-ig Podgorje Požeško) falu Horvátországban, Pozsega-Szlavónia megyében. Közigazgatásilag Pozsegaszentpéterhez tartozik.

## Fekvése
Pozsegától légvonalban 11, közúton 20 km-re észak-északkeletre, községközpontjától 4 km-re északkeletre, Papuk-hegység déli lejtőin fekszik.

## Története
A település már a középkorban is létezett 1464-ben „Podgorya” alakban nemesi névben bukkan fel először. 
 1489-ben nemesi birtokként szerepel. A vidék többi településével együtt 1537 januárjában foglalta el a török. A török uralom idején a településnek katolikus horvát lakossága volt. 1698-ban „Podgorie” néven 15 portával szerepel a török uralom alól felszabadított szlavóniai települések összeírásában. 1730-ban 25, 1760-ban 39 ház állt a településen.
Az első katonai felmérés térképén „Dorf Podgorie”néven látható. Lipszky János 1808-ban Budán kiadott repertóriumában „Podgorje” néven szerepel. Nagy Lajos 1829-ben kiadott művében „Podgorje” néven 55 házzal, 496 katolikus vallású lakossal találjuk.
1857-ben 355, 1910-ben 447 lakosa volt. 1910-ben a népszámlálás adatai szerint lakosságának 90%-a horvát, 5%-a cseh, 3%-a szlovák anyanyelvű volt. Pozsega vármegye Pozsegai járásának része volt. Az első világháború után 1918-ban az új szerb-horvát-szlovén állam, majd később (1929-ben) Jugoszlávia része lett. 1991-ben lakosságának 99%-a horvát nemzetiségű volt. A településnek 2011-ben 253 lakosa volt.

## Lakossága
| Lakosság változása | Lakosság változása | Lakosság változása | Lakosság változása | Lakosság változása | Lakosság változása | Lakosság változása | Lakosság változása | Lakosság változása | Lakosság változása | Lakosság változása | Lakosság változása | Lakosság változása | Lakosság változása | Lakosság változása | Lakosság változása |
| ------------------ | ------------------ | ------------------ | ------------------ | ------------------ | ------------------ | ------------------ | ------------------ | ------------------ | ------------------ | ------------------ | ------------------ | ------------------ | ------------------ | ------------------ | ------------------ |
| 1857               | 1869               | 1880               | 1890               | 1900               | 1910               | 1921               | 1931               | 1948               | 1953               | 1961               | 1971               | 1981               | 1991               | 2001               | 2011               |
| 355                | 356                | 353                | 364                | 417                | 447                | 425                | 471                | 421                | 444                | 439                | 371                | 282                | 272                | 302                | 253                |

## Nevezetességei
A falu közepén fekvő temetőben álló temetőkápolnája középkori eredetű. Egyhajós épület keletre néző félköríves szentéllyel. Az eredetileg 9x6 méteres román stílusú templomot a 19. században bővítették. Ekkor építették a harangtornyot is. Első írásos említése 1653-ban az egyházi vizitáció okiratában történt régi, falazott épületként, melyet Szent Katalin tiszteletére szenteltek.
Bangradac erődített település maradványai a Podgorje fölötti erdőben, Vranovac területén találhatók. Északi része 735 m tengerszint feletti magasságban fekszik. A lelőhelyen a település sáncain belül a késő bronzkorból, az i. e. 10. és 9. századból származó kerámiatöredékek számos darabját találták meg. Tekintettel arra, hogy a vidék régészeti maradványait az erdészeti munkák veszélyeztetik, ennek az értékes helynek a leletmentő régészeti feltárása 2016-ban megkezdődött.